# Liste des monuments historiques de Ribeauvillé
Ce tableau présente la liste de tous les monuments historiques de Ribeauvillé (Haut-Rhin), classés ou inscrits.

## Monuments historiques
Selon la base Mérimée, il y a 16 monuments historiques à Ribeauvillé, inscrits ou classés.
Les châteaux du Girsberg, du Haut-Ribeaupierre et de Saint-Ulrich ont la même notice mais sont ici séparés.
| Monument | Adresse                                          | Coordonnées                      | Notice         | Protection | Date      | Illustration                                                                       |
| --- | ------------------------------------------------ | -------------------------------- | -------------- | ---------- | --------- | ---------------------------------------------------------------------------------- |
| Château du Girsberg ruines |                                                  | 48° 12′ 13″ nord, 7° 18′ 26″ est | « PA00085585 » | Classé     | 1841 1930 | Château du Girsbergruines                                                          |
| Château du Haut-Ribeaupierre ruines |                                                  | 48° 12′ 23″ nord, 7° 18′ 20″ est | « PA00085585 » | Classé     | 1841 1930 | Château du Haut-Ribeaupierreruines                                                 |
| Château de Saint-Ulrich ruines |                                                  | 48° 12′ 10″ nord, 7° 18′ 19″ est | « PA00085585 » | Classé     | 1841 1930 | Château de Saint-Ulrichruines                                                      |
| Église de la Providence (église des Augustins) église | Place de l'Hôtel-de-ville 3, rue de l'Abbé-Kremp | 48° 11′ 43″ nord, 7° 19′ 09″ est | « PA00085586 » | Inscrit    | 1932      | Église de la Providence (église des Augustins)église                               |
| Église Saint-Gregoire église | Rue du Château                                   | 48° 11′ 49″ nord, 7° 19′ 00″ est | « PA00085767 » | Classé     | 1994      | Église Saint-Gregoireéglise                                                        |
| Enceintes vestiges des enceintes fortifiées |                                                  | 48° 11′ 43″ nord, 7° 19′ 07″ est | « PA00085590 » | Inscrit    | 1993 1994 | Enceintesvestiges des enceintes fortifiées                                         |
| Fontaine du Cerf fontaine | 81, Grand-Rue                                    | 48° 11′ 45″ nord, 7° 19′ 03″ est | « PA00085587 » | Inscrit    | 1932      | Fontaine du Cerffontaine                                                           |
| Fontaine fontaine | Place de l'Hôtel-de-Ville                        | 48° 11′ 42″ nord, 7° 19′ 09″ est | « PA00085588 » | Inscrit    | 1932      | Fontainefontaine                                                                   |
| Fontaine fontaine | Place de la République                           | 48° 11′ 48″ nord, 7° 18′ 47″ est | « PA00085589 » | Inscrit    | 1932      | Fontainefontaine                                                                   |
| Hôpital ancienne église | 41, Grand-Rue                                    | 48° 11′ 40″ nord, 7° 19′ 13″ est | « PA00085591 » | Classé     | 1898      | Hôpitalancienne église                                                             |
| Hôtel de ville façade principale, toiture | Place de l'Hôtel-de-ville                        | 48° 11′ 41″ nord, 7° 19′ 09″ est | « PA00085592 » | Inscrit    | 1932      | Hôtel de villefaçade principale, toiture                                           |
| Jardin de l'hôpital (jardin du château Bas des Ribeaupierre ou jardin du Diaconat) partie haute du jardin avec vivier supérieur et banc, fontaine de la terrasse supérieure, vivier de la terrasse intermédiaire, statues représentant Apollon, Diane, Vénus et Flore, murs de soutènement des terrasses, escaliers d'accès, mur de clôture | Rue du Temple                                    | 48° 11′ 48″ nord, 7° 18′ 54″ est | « PA68000013 » | Inscrit    | 1997      | Image manquante Téléverser                                                         |
| Maison inscriptions encastrées dans la façade | 2, place de l'Ancien-Hôpital                     | 48° 11′ 40″ nord, 7° 19′ 13″ est | « PA00085593 » | Inscrit    | 1932      | Maisoninscriptions encastrées dans la façade                                       |
| Maison portail d'entrée | 7, Grand-Rue                                     | 48° 11′ 36″ nord, 7° 19′ 24″ est | « PA00085594 » | Inscrit    | 1932      | Maisonportail d'entrée                                                             |
| Maison porte | 21, rue Klobb                                    | 48° 11′ 41″ nord, 7° 19′ 04″ est | « PA00085596 » | Inscrit    | 1932      | Maisonporte                                                                        |
| Maison façades avec oriel, tourelle d'escalier, toiture | 4, rue Salzmann                                  | 48° 11′ 42″ nord, 7° 19′ 14″ est | « PA00085597 » | Inscrit    | 1932      | Maisonfaçades avec oriel, tourelle d'escalier, toiture                             |
| Maison des Ménétriers oriel, fenêtre adjacente | 14, Grand-Rue                                    | 48° 11′ 37″ nord, 7° 19′ 23″ est | « PA00085595 » | Inscrit    | 1927      | Maison des Ménétriersoriel, fenêtre adjacente                                      |
| Sanctuaire Notre-Dame de Dusenbach sanctuaire sauf maison des pèlerins et extension | Chemin rural Route de Sainte-Marie-aux-Mines     | 48° 12′ 15″ nord, 7° 17′ 37″ est | « PA68000052 » | Inscrit    | 2007      | Sanctuaire Notre-Dame de Dusenbachsanctuaire sauf maison des pèlerins et extension |

## Mobiliers historiques
Selon la base Palissy, il y a 45 objet monument historique à Ribeauvillé.
| Monument historique                                                                     | Localisation                                                               | Protection | Date de la protection | Référence            | Photo |
| --------------------------------------------------------------------------------------- | -------------------------------------------------------------------------- | ---------- | --------------------- | -------------------- | ----- |
| deux porte-cierges de procession de la corporation des boulangers                       | église catholique Saint-Grégoire                                           | inscrit    | 1999                  | Notice no PM68001326 |       |
| orgue de tribune : buffet d'orgue                                                       | église catholique Saint-Grégoire                                           | classé     | 1976                  | Notice no PM68000292 |       |
| orgue de tribune                                                                        | église catholique Saint-Grégoire                                           | classé     | 1976                  | Notice no PM68000928 |       |
| statue : Christ du Saint-Sépulcre                                                       | église catholique Saint-Grégoire                                           | classé     | 2000                  | Notice no PM68000792 |       |
| orgue de tribune : partie instrumentale de l'orgue                                      | église catholique Saint-Grégoire                                           | classé     | 1976                  | Notice no PM68000291 |       |
| mont des Oliviers : le Christ Saint-Jean et Saint-Pierre au Jardin des oliviers         | église paroissiale Saint-Grégoire                                          | classé     | 1988                  | Notice no PM68000552 |       |
| croix de procession : Vierge à l'Enfant                                                 | église paroissiale Saint-Grégoire                                          | classé     | 1977                  | Notice no PM68000551 |       |
| 2 reliefs (panneaux sculptés) : Annonciation, Adoration des bergers                     | église paroissiale Saint-Grégoire                                          | classé     | 1977                  | Notice no PM68000550 |       |
| statue : Vierge à l'Enfant                                                              | église paroissiale Saint-Grégoire                                          | classé     | 1978                  | Notice no PM68000293 |       |
| orgue de tribune                                                                        | église protestante                                                         | inscrit    | 1995                  | Notice no PM68000927 |       |
| orgue de tribune : buffet d'orgue                                                       | église protestante                                                         | inscrit    | 1995                  | Notice no PM68000729 |       |
| cartel et socle : cartel d'applique et sa console                                       | hôtel de ville                                                             | inscrit    | 1999                  | Notice no PM68001624 |       |
| armoire à deux corps                                                                    | hôtel de ville                                                             | inscrit    | 1995                  | Notice no PM68001516 |       |
| armoire à un corps et sept colonnes                                                     | hôtel de ville                                                             | inscrit    | 1995                  | Notice no PM68001515 |       |
| cinq lustres                                                                            | hôtel de ville                                                             | inscrit    | 1999                  | Notice no PM68001329 |       |
| estampe (tableau) et son cadre : Généalogie des Ribeaupierre                            | hôtel de ville                                                             | inscrit    | 1999                  | Notice no PM68001328 |       |
| dessus-de-porte : angelots                                                              | hôtel de ville                                                             | inscrit    | 1999                  | Notice no PM68001327 |       |
| garniture architecturale : toile imprimée, scène japonaise                              | hôtel de ville                                                             | inscrit    | 1999                  | Notice no PM68001283 |       |
| cartel                                                                                  | hôtel de ville                                                             |            | 1999                  | Notice no PM68000777 |       |
| gourde des Ribeauvillé                                                                  | hôtel de ville                                                             | classé     | 2000                  | Notice no PM68000779 |       |
| pichet du bottier S.D.                                                                  | hôtel de ville                                                             | classé     | 2000                  | Notice no PM68000778 |       |
| coupe à boire                                                                           | hôtel de ville                                                             | classé     | 1976                  | Notice no PM68000305 |       |
| coupe à boire (hanap)                                                                   | hôtel de ville                                                             | classé     | 1976                  | Notice no PM68000304 |       |
| gobelet, du magistrat de Ribeauvillé                                                    | hôtel de ville                                                             | classé     | 1976                  | Notice no PM68000303 |       |
| gobelet                                                                                 | hôtel de ville                                                             | classé     | 1976                  | Notice no PM68000302 |       |
| coupe à boire                                                                           | hôtel de ville                                                             | classé     | 1976                  | Notice no PM68000301 |       |
| coupe à boire                                                                           | hôtel de ville                                                             | classé     | 1976                  | Notice no PM68000300 |       |
| coupe à boire                                                                           | hôtel de ville                                                             | classé     | 1976                  | Notice no PM68000299 |       |
| coupe à boire                                                                           | hôtel de ville                                                             | classé     | 1976                  | Notice no PM68000298 |       |
| salières (3)                                                                            | hôtel de ville                                                             | classé     | 1976                  | Notice no PM68000297 |       |
| cuillères (2)                                                                           | hôtel de ville                                                             | classé     | 1976                  | Notice no PM68000296 |       |
| cuillères (9)                                                                           | hôtel de ville                                                             | classé     | 1976                  | Notice no PM68000295 |       |
| insigne                                                                                 | hôtel de ville                                                             | classé     | 1976                  | Notice no PM68000294 |       |
| cloche                                                                                  | Sanctuaire Notre-Dame de Dusenbach                                         | inscrit    | 1997                  | Notice no PM68001620 |       |
| groupe sculpté : Le Baptême du Christ                                                   | Sanctuaire Notre-Dame de Dusenbach                                         | inscrit    | 1997                  | Notice no PM68001235 |       |
| groupe sculpté : Vierge de Pitié                                                        | Sanctuaire Notre-Dame de Dusenbach                                         | classé     | 1999                  | Notice no PM68000757 |       |
| groupe sculpté : Vierge de Pitié de Bilsteinthal                                        | Sanctuaire Notre-Dame de Dusenbach, chapelle des Confessions               | inscrit    | 1997                  | Notice no PM68001238 |       |
| statue : Christ en croix                                                                | Sanctuaire Notre-Dame de Dusenbach, chapelle de la Vierge                  | inscrit    | 1997                  | Notice no PM68001240 |       |
| deux statues (statuettes) : ensemble de deux anges tenant les instruments de la Passion | Sanctuaire Notre-Dame de Dusenbach, chapelle de la Vierge                  | inscrit    | 1997                  | Notice no PM68001239 |       |
| ensemble de 36 ex-voto à Notre-Dame de Dusenbach                                        | Sanctuaire Notre-Dame de Dusenbach, église de la Bienheureuse-Vierge-Marie | inscrit    | 1997                  | Notice no PM68001237 |       |
| maquette : Dusenbach 1794-1894                                                          | Sanctuaire Notre-Dame de Dusenbach, église de la Bienheureuse-Vierge-Marie | inscrit    | 1997                  | Notice no PM68001236 |       |
| cloche n°3                                                                              | tour des Bouchers                                                          | inscrit    | 1996                  | Notice no PM68001627 |       |
| cloche n°2                                                                              | tour des Bouchers                                                          | inscrit    | 1996                  | Notice no PM68001626 |       |
| cloche n°1                                                                              | tour des Bouchers                                                          | inscrit    | 1996                  | Notice no PM68001625 |       |
| mécanisme d'horloge                                                                     | tour des Bouchers                                                          | inscrit    | 1996                  | Notice no PM68001310 |       |